# Carmen Campoy
Carmen Campoy (Valencia, España, 18 de julio de 1930-Buenos Aires, Argentina; 19 de octubre de 2023) fue una actriz española radicada en Argentina.

## Biografía
Carmen Campoy, también conocida como Carmencita Campoy, fue una importante actriz española que hizo una incursión en la época dorada del cine argentino como así también una importante carrera en su país natal.
Hija de Ernesto Campoy y de la actriz Anita Tormo, su hermana mayor fue la también actriz Ana María Campoy, su cuñado el primer actor José Cibrián y sus sobrinos, el director teatral y actor Pepe Cibrián Campoy y Roberto Cibrián Campoy.
Debutó en España en 1936 en el cortometraje Nosotros somos así y posteriormente filmó una serie de películas ya en Argentina.
Trabajó con grandes del ambiente artístico como Beba Bidart, Delia Garcés, Luis Dávila, Nelly Panizza, Leda Zanda, Emilia Helda, Irma Roy, Alejandro Maximino, Gogó Andreu, Tono Andreu, Alejandro Anderson, Héctor Armendáriz y Juan Serrador.
La fuerte personalidad de su hermana Ana María impidió la llegada al éxito de Carmen, una actriz tan simpática y desenvuelta.[cita requerida]

## Carrera

### Filmografía
- 1936: Nosotros somos así
- 1943: La chica del gato
- 1946: Aquel viejo molino
- 1951: Especialista en señoras
- 1953: Por cuatro días locos
- 1953: La casa grande
- 1955: Adiós problemas
- 1955: Mi marido y mi novio
- 1955: Mi marido hoy duerme en casa
- 1955: Escuela de sirenas y tiburones[2]

### Televisión
- 1953: Teatro universal
- 1954: ¡Cómo te quiero, Ana!, con guiones de Abel Santa Cruz, junto con Ana María Campoy, José Cibrián, Raúl Rossi, Vicente Vega, Jesús Pampín, Adolfo Linvel y Pepita Meliá.[3]
- 1954: Ciclo de Teatro Universal
- 1956: Teatro de la noche / Teatro del lunes.
- 1957: Historias fantásticas de suspenso / Historias de suspenso
- 1958: ¡Cómo te odio, Pepe!
- 1958: Field’s College 1958
- 1958: Tal vez no lo sepa..., junto con Tincho Zabala, Osvaldo Miranda, Marianito Bauzá, Enrique Serrano, Xénia Monty, Nelly Panizza, Alberto Olmedo y Juan Carlos Vega.
- 1960: Escuela de sueños, con Mercedes Sombra y Luis Delfino.[4]
- 1960: Galerías de esposas, con Javier Portales y Nélida Romero.
- 1961: Ciclo de teatro argentino
- 1961: El teatro y sus éxitos
- 1964: Teatro Trece
- 1965: Llegan parientes de España[5]
- 1966: Enfermera de turno.

### Teatro
Integró la compañía de la actriz española Lola Membrives, junto con el actor Tomás Blanco y las actrices Paquita Más, Amelia Altabás, Teresa Pradas, Herminia Sams e Isabel Pradas.
En Argentina trabajó en 1951 en la obra cómica de tres actos Crispín, de Insausti y Malfatti, estrenada en el Teatro Politeama Argentino. Aquí formó parte de la "Compañía Argentina de Comedias Pepe Arias", junto  con Beatriz Taibo, Hilda Rey, Ricardo Duggan, Ramón Garay y Hugo Pimentel. Actuó además, bajo la dirección de Juan Vehil, junto a Rodolfo Ranni y Orlando Bor.
También formó parte del elenco de la "Compañía de Comedia Meliá - Cibrián" y de la "Compañía de Arturo Fernández". Actuó con figuras de gran prestigio como Mario Silvestre, Áurea Madrid, Consuelo Guerrero de Luna, Consuelo Monteagudo, Conchita Gentil Arcos, José Castro, Pedro Hurtado, Esperanza Vázquez y Adelaida Soler.
Junto con los actores Mary López Silva, Fernando Morales y Jorge Landeta hizo la obra Las aventuras de don Lope.
Entre las obras en las que trabajó sobresale Los intereses creados, de 1956, de Jacinto Benavente.
Ya por la década del 90 tuvo junto a su hermana una escuela teatral propia, donde enseñaba, entre otras cosas, baile y canto.